# Oling (wierde)

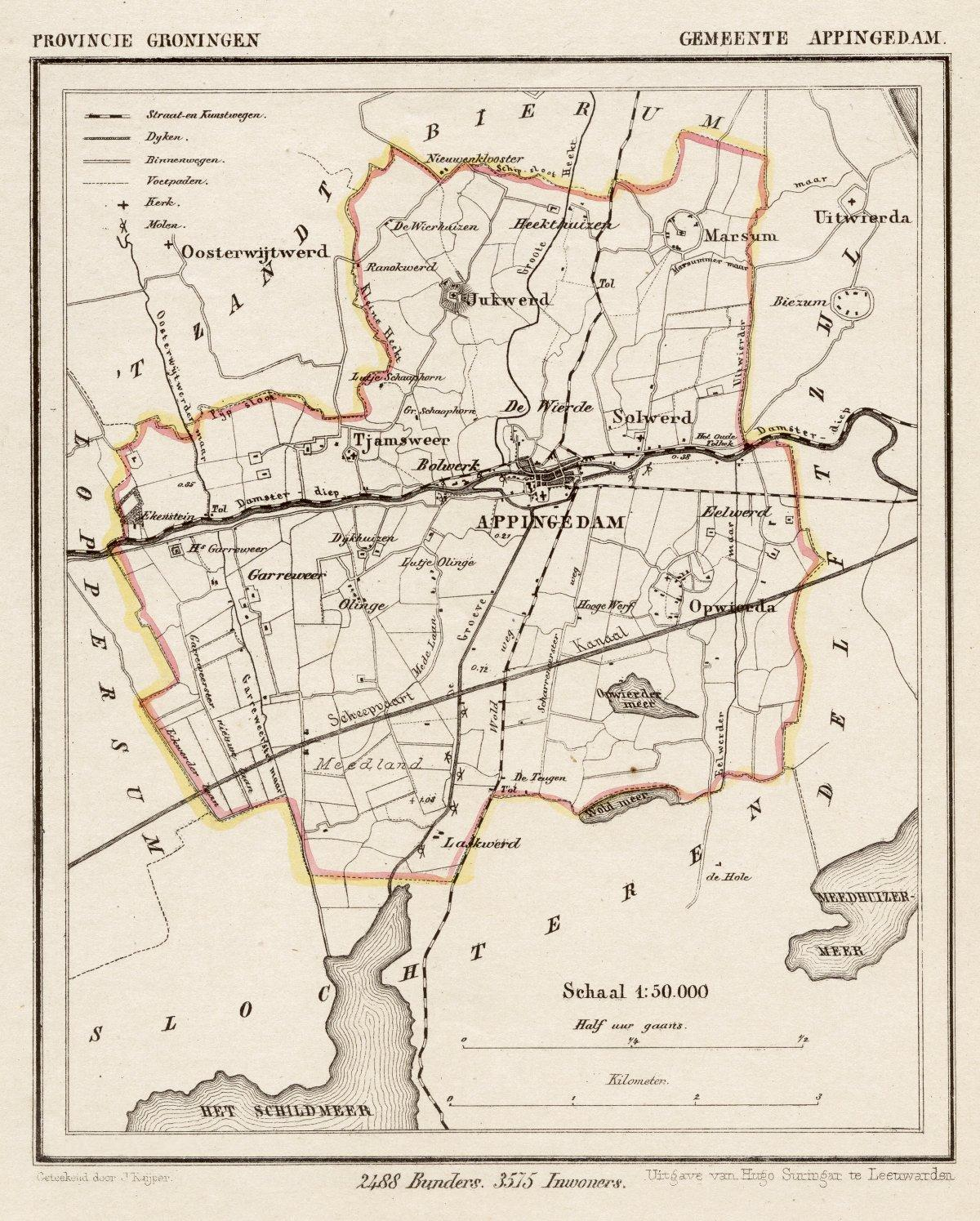
De wierde "Olinge", de boerderij Lutje Olinge en de borg Dijkhuizen op een kaart van de gemeente Appingedam uit ca. 1865

Oling (uitspraak: Oolgen) is een behuisde wierde ten westen van de stad Appingedam in het noordoosten van de Nederlandse provincie Groningen. Oling komt van de mansnaam Ole.
De wierde ligt op een oude kwelderrug, meet ongeveer 200 bij 285 meter en heeft een hoogte van 1,15 meter boven NAP. Oling is gedateerd op de vroege middeleeuwen (oudst gevonden scherven dateren uit 9e eeuw), maar de meeste bewoningsresten dateren uit de late middeleeuwen.
De wierde wordt door de Olingerweg in tweeën gedeeld. De wierde is verlaagd aan zuidoostzijde en de oostelijke helft is deels afgegraven. De ringsloot is nog aanwezig aan west- en noordwestzijde. Op de wierde staan twee boerderijen. Ten noorden van de wierde stond vroeger de borg Dijkhuizen en ten oosten vroeger de boerderij Lutje Oling. Ten oosten daarvan werd in de jaren 1980 gebouwd aan de gelijknamige Damster wijk Oling.
Rondom de wierde lag de Noorder Olingerpolder. In 1949 werd het waterschap Oude Olinger Zijlrecht opgericht bij de fusie van de Noorder Olingerpolder met de Garreweer-Wirdummerpolder en de polder Kromme Tocht. In 1967 werd het waterschap met 21 andere waterschappen gefuseerd tot het Waterschap Fivelingo, dat in 1987 opging in het waterschap Eemszijlvest, waarvan het deel met Oling in 2000 opging in het waterschap Noorderzijlvest.